# Ring of Fire: The Best of Johnny Cash
Ring of Fire: The Best of Johnny Cash är ett samlingsalbum av countrymusikern Johnny Cash som utgavs av Columbia Records år 1963. Samlingen består av singlar och EP som Cash släppte mellan åren 1959 och 1963. Hitlåten "Ring of Fire" gjorde sin albumdebut i denna samling.
Albumet producerades av Don Law och Frank Jones.

## Låtlista
1. "Ring of Fire" - 2:38
2. "I'd Still Be There" - 2:34
3. "What Do I Care" - 2:07
4. "I Still Miss Someone" - 2:35
5. "Forty Shades of Green" - 2:54
6. "Were You There When They Crucified My Lord?" - 3:56
7. "The Rebel - Johnny Yuma" - 1:52
8. "Bonanza" - 2:20
9. "The Big Battle" - 4:03
10. "Remember the Alamo" - 2:50
11. "Tennessee Flat Top Box" - 3:00
12. "Peace in the Valley" - 2:47

## Medverkande
- Johnny Cash - sång, gitarr
- Luther Perkins - gitarr
- Jack Clement - gitarr
- Norman Blake - gitarr
- Marshall Grant - bas
- Buddy Harman - trummor
- W.S. Holland - trummor
- Bill Pursell - piano
- Billy Lathum - banjo
- Maybelle Carter - harpa
- Karl Garvin - trumpet
- Bill McElhiney - trumpet